# Peter Brommer (Archivar)
Peter Brommer (* 8. September 1945 in Holzminden) ist ein deutscher Archivar und Historiker.

## Leben und Wirken
Brommer, Sohn des Klassischen Archäologen Frank Brommer, studierte Geschichte, Germanistik und Anglistik in Göttingen, Freiburg und Tübingen, wo er 1972 promoviert wurde. Er erhielt Stipendien für Rom und Paris. Von 1972 bis zu seiner Pensionierung 2010 war er am Landeshauptarchiv Koblenz tätig, wo er die Abteilung „Historisches Archiv und Nichtstaatliches Archivgut“ leitete. Er legte zahlreiche Publikationen zur Landes-, Kirchen- und Zeitgeschichte vor.

## Veröffentlichungen (Auswahl)
- Die Bischöfliche Gesetzgebung Theodulfs von Orléans. In: Zeitschrift der Savigny-Stiftung für Rechtsgeschichte. 91, Kanonistische Abteilung 60, 1974 (= Dissertation).
- mit Karl Heinz Debus und Hans-Walter Herrmann: Inventar der Quellen zur Geschichte der Auswanderung 1500–1914 in den staatlichen Archiven von Rheinland-Pfalz und dem Saarland. Koblenz 1976 (= Veröffentlichungen der Landesarchivverwaltung Rheinland-Pfalz 27).
- Regesten der Pergamenturkunden im Archiv der Freiherren vom und zum Stein zu Nassau. Koblenz, Landesarchivverwaltung Rheinland-Pfalz 1982 (= Veröffentlichungen der Landesarchivverwaltung Rheinland-Pfalz 35), ISBN 3-922018-15-7.
- Die Entstehung der Verfassung. In: Franz-Josef Heyen (Hrsg.): Rheinland-Pfalz entsteht. Beiträge zu den Anfängen des Landes Rheinland-Pfalz in Koblenz 1945-1951. Boppard 1984, S. 59–78.
- Capitula episcoporum. Die bischöflichen Kapitularien des 9. und 10. Jahrhunderts. Turnhout, Brepols 1985 (= Typologie des sources du moyen âge occidental 43), ISBN 2-503-36000-9; ISBN 2-503-36043-2.
- Quellen zur Geschichte von Rheinland-Pfalz während der französischen Besatzung. März 1945 bis August 1949. Mainz 1985 (= Veröffentlichungen der Kommission des Landtages für die Geschichte des Landes Rheinland-Pfalz 6).
- Inventar des Archivs der Stadt Hachenburg (= Veröffentlichungen aus rheinland-pfälzischen und saarländischen Archiven, Kleine Reihe, Heft 46), Koblenz 1989.
- Die Partei hört mit. Lageberichte und andere Meldungen des Sicherheitsdienstes der SS, der Gestapo und sonstiger Parteidienststellen im Gau Moselland. 2 Bände, Koblenz 1992 (= Veröffentlichungen der Landesarchivverwaltung Rheinland-Pfalz 58), ISBN 3-922018-86-6.
- mit Achim Krümmel: Klöster und Stifte am Mittelrhein. Koblenz, Görres-Verlag 1998 (= Wegweiser Mittelrhein 6) ISBN 3-920388-72-0.
- Die Ämter Kurtriers. Grundherrschaft, Gerichtsbarkeit, Steuerwesen und Einwohner. Edition des sogenannten Feuerbuchs von 1563. Koblenz, Gesellschaft für Mittelrheinische Kirchengeschichte 2003 (= Quellen und Abhandlungen zur mittelrheinischen Kirchengeschichte 106), ISBN 3-929135-40-X.
- Ein unbekanntes Fragment der "Nibelungenklage" in Koblenz. In: ZfdA 135, 2006, S. 324–335.
- Kurtrier am Ende des Alten Reichs. Edition und Kommentierung der kurtrierischen Amtsbeschreibungen von (1772) 1783 bis ca. 1790. 2 Bände, Mainz 2008, ISBN 978-3-929135-59-6.
- Das Bistum Trier im Nationalsozialismus aus der Sicht von Partei und Staat. Quellenpublikation. Mainz, Gesellschaft für Mittelrheinische Kirchengeschichte 2009 (= Quellen und Abhandlungen zur mittelrheinischen Kirchengeschichte 126) ISBN 978-3-929135-61-9.